# Megalopsalis stewarti
Espèce
Synonymes
- Spinicrus stewarti Forster, 1949

Megalopsalis stewarti est une espèce d'opilions eupnois de la famille des Neopilionidae.

## Distribution
Cette espèce est endémique du Victoria en Australie. Elle se rencontre vers le mont Buffalo et Warburton.

## Description
Le mâle holotype mesure 5,52 mm et la femelle paratype 7,0 mm.

## Systématique et taxinomie
Cette espèce a été décrite sous le protonyme Spinicrus stewarti par Forster en 1949. Elle est placée dans le genre Megalopsalis par Taylor en 2013.

## Étymologie
Cette espèce est nommée en l'honneur de H. C. E. Stewart.

## Publication originale
- Forster, 1949 : « Australian Opiliones. » Memoirs of the National Museum of Victoria, vol. 16, p. 59–89.